# Donamaria
Donamaria è un comune spagnolo di 382 abitanti situato nella comunità autonoma della Navarra.